# Jacques Martin-Sané
Pour les articles homonymes, voir Jacques Martin et Martin.
Jacques Martin-Sané, né le 5 décembre 1907 dans le 16e arrondissement de Paris et mort le 13 août 1977 à Castiglione della Pescaia en Italie, est un avocat, juriste et un haut fonctionnaire français, collaborateur sous l'occupation de la France par l'Allemagne, préfet du Loiret, puis préfet de la Manche.
À la Libération, suspendu de ses fonctions de préfet du département de la Manche, il est révoqué de la préfectorale le 28 avril 1945, mesure qui sera annulée par le Conseil d'État pour vice de forme le 11 janvier 1950. Il est alors retraité d'office. 
Il est notamment connu pour avoir été le défenseur d'Abel Bonnard lors de son procès pour intelligence avec l'ennemi, tenu en 1950, ou encore de Pierre Sidos.

## Biographie

### Origine
Né en 1907, Jacques Martin-Sané est le fils de Marie Roger Matin-Sané (1880-1952), fondé de pouvoirs d'agent de change, et d'Annie Davaux. 
Il a comme ascendant le baron Jacques-Noël Sané (1740-1831), directeur de l'inspection du génie maritime. Le nom de Sané a été relevé vers 1895 par le colonel Jules Édouard Martin par le Conseil d'État.
Sa sœur Marie-Annie-Thérèse (1920-1988) est résistante à partir de 1943, et est référencée dans les Française Libres . Elle participe à la défense de l'action de son frère pendant l'occupation.
Il se marie le 22 janvier 1931 à Saint-Louis-des-Invalides avec Yvonne Huntziger, fille du général Charles Huntziger.
Jacques Martin-Sané suit les cours dans différentes écoles publiques ou privées (dont l'école Lacordaire et le lycée Janson-de-Sailly) avant d'entrer à la faculté de Droit de Paris. Il est titulaire d'une licence en droit et diplômé de l'École libre des sciences politiques.

### Parcours politique
D'abord royaliste, à cette époque, le jeune homme professe les idées de la droite traditionaliste. 
Il est secrétaire au sein des phalanges universitaires des Jeunesses patriotes (JP), qu'il contribue à créer en 1927, avec Stéphane Pighetti de Rivasso et Pierre-Henri Simon. Il quitte cette fonction en octobre 1928. Bagarreur notoire et adepte du coup de force contre ces adversaires politiques, il est l'un des principaux animateurs de la ligue nationaliste et anticommuniste de Pierre Taittinger.
Proche de Roger de Saivre, et d'Henry de Sèze, il est le réprésentant des JP en Mayenne. Il participe à l'hebdomadaire, Le National de Pierre Taittinger.
Il est membre du comité central du Parti populaire français en 1937. Il en démissionne à l'automne 1938 comme Pierre Pucheu, reprochant à Doriot son approbation des accords de Munich et sa perception de fonds occultes en provenance du gouvernement fasciste italien.

### Seconde Guerre mondiale et régime de Vichy
Il effectue la campagne 1939-40 dans une division de cavalerie. Il est deux fois cité, à Dunkerque et sur la Loire pour sa conduite lors de la bataille de France. Il obtient la croix de guerre en 1940, puis la Légion d'honneur à titre militaire. 
En juin 1940, il est officier d'ordonnance à la Commission allemande d'armistice de Wiesbaden auprès de son beau-père, le général Charles Huntziger. Il est aussi proche de Gabriel Le Roy Ladurie. En septembre 1940, il est attaché au cabinet du ministre de la guerre du Gouvernement de Vichy, le général Charles Huntziger, où il reste deux mois.

#### Préfet en zone occupée
Partisan de la Révolution nationale et collaborateur, en novembre 1940, il est nommé sous-préfet de Montargis, il est affecté comme directeur du cabinet du préfet Jacques Morane dans le Loiret (du 30 octobre au 16 novembre 1940), puis préfet délégué à Orléans, (du 14 novembre au 6 décembre 1941).
Il devient préfet du Loiret (du 6 décembre 1941 au 3 mars 1943). Le camp de transit de Beaune-la-Rolande, le Camp d'internement de Pithiviers et de Jargeau étaient sous la double responsabilité de la préfecture du Loiret et de l'autorité allemande.
Alors que Martin-Sané est préfet du Loiret, 2 773 Juifs ont quitté Beaune-la-Rolande les 28 juin, 5 et 7 août, 23 septembre 1942, soit directement pour le camp d'Auschwitz, en Pologne, soit pour celui de Drancy, au nord-est de Paris.
Le 17 août 1942 a eu lieu la déportation en masse des enfants, en très grande majorité français, dont les parents avaient déjà été déportés (voir la Rafle du Vélodrome d'Hiver). Environ 1 500 enfants du camp de transit de Beaune-la-Rolande font partie du convoi no 20 qui les achemina à Drancy dans des conditions épouvantables. Six convois partirent de Pithiviers les 25 juin, 17 juillet (6e convoi), 31 juillet, 3 août et 21 septembre 1942, transportant 6 079 Juifs vers Auschwitz pour y être assassinés.
Selon sa sœur, il est relevé de ses fonctions par Pierre Laval pour refus d'application des directives du Service du travail obligatoire.  
Il est nommé ensuite régisseur de l'octroi de Paris (du 29 avril au 16 juin 1943). Il devient chargé de mission à la disposition du service interministériel de protection contre les événements de guerre le 2 novembre 1943. À ce titre, il est à Caen et à Lisieux le 7 juin 1944.
Rentré à Paris, il devient préfet de la Manche du 26 juin 1944 au 2 août 1944. Il est désigné pour assurer la direction des secours dans la partie ouest de la Normandie. Il est arrivé le 28 juin à Baudre. À partir du 11 juillet, deux préfets cohabitent : celui du gouvernement de Vichy et celui du Gouvernement provisoire de la République française, Édouard Lebas. 
Il installe à Alençon auprès de Jean Leguay un groupe de secours et regroupe les administrations et services autour de la préfecture réinstallée au manoir de Lengronne où il doit déplacer ses services à Lengronne, puis au Teilleul.
Il est arrêté le 9 septembre 1944. Il est révoqué le 28 avril 1945. Il obtient une relaxe pure et simple par la cour de justice et la chambre civique de Maine-et-Loire, le 20 février 1948. Sa révocation est annulée par le Conseil d'État pour vice de forme le 11 janvier 1950, et il est retraité d'office. Il est avocat au barreau de Chartres en 1951.
Il est récipiendaire de l'ordre de la Francisque (no 361).

### Avocat
Après la Libération, Martin-Sané, fidèle au maréchal Pétain, est avocat, et participe à la défense d'Abel Bonnard en 1950, d'Henri Capron, d'Hermann-Bernhard Ramcke en 1951, d'Ella Amerzin-Meyer, des membres de la « Gestapo de la rue de la Pompe » dont le siège était au no 180 en 1952, André Geoffroy, Herbert Schaad en 1951, Pierre Sidos en 1963 et Hélie de Saint Marc pour le putsch des généraux.

### Mort
Il est inhumé au cimetière de Passy à Paris avec son beau-père.

## Distinctions
- Ordre de la Francisque

## Source
- René Bargeton, Dictionnaire biographique des Préfets : septembre 1870-mai 1982, Archives nationales ; 1994 - Paris, Imprimerie nationale, p. 347.